# Edgar (Puccini)
Edgar és una òpera en tres actes (originalment quatre) de Giacomo Puccini, sobre un llibret italià de Ferdinando Fontana, basat lliurement en el drama en vers La Coupe et les lèvres, d'Alfred de Musset. Va ser estrenada al Teatro alla Scala de Milà el 21 d'abril de 1889, sota la direcció de Franco Faccio. És el seu primer drama realista de Giacomo Puccini, tot i ser, avui dia, una de les seves òperes menys representades. Va ser estrenat al Teatro Real a Madrid (Castella) el 1892, en una versió supervisada pel mateix Puccini, però sense gaire més èxit.

## Origen i context

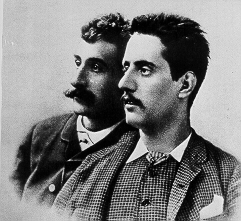
El llibretista Ferdinando Fontana i el compositor Giacomo Puccini

Edgar va ser la segona òpera de Puccini. Va resultar d'un encàrrec fet per l'editor Ricordi després del succés de la seva primera òpera, Le Villi. La versió original, en quatre actes, va ser acollida amb tebiesa. El gener de 1890, Ricordi va publicar-ne una versió revisada, incloent-hi un final diferent per al segon acte. A la tardor de 1891, Puccini va revisar de nou l'òpera, va tallar l'acte final i fer-ne una obra en tres actes, que va revisar novament l'any 1905. En aquesta forma final, l'òpera va tenir encara menys èxit que l'original en quatre actes. Part de la música que va ser tallada l'any 1891 va reutilitzar per a Tosca, concretament per al duet de l'acte tercer, «Amaro sol per te m'era il morire!». La marxa fúnebre del tercer acte va ser interpretada al funeral de Puccini, sota la direcció d'Arturo Toscanini.
Cal destacar els nombrosos paral·lelismes entre la trama d'Edgar i la de l'òpera Carmen de Bizet. Ambdues òperes presenten un jove confós jove (tenor: Edgar, Don José) que es debat entre triar l'amor cast i pur per una noia del poble (soprano: Fidelia, Micaëla) i l'arravatadora passió per una exòtica gitana (mezzosoprano: Tigrana, Carmen).

## Argument
Corresponent a la versió en tres actes. Es passa al comtat de Flandes a l'any 1302 en el context de la resistència de Flandes contra la política expansionista de França.

### Acte 1
A l'alba, Edgar es desperta. Fidelia li dona un ram d'ametller florit, però el deixa quan veu que s'acosta Tigrana. Aquesta intenta temptar Edgar perquè torne a la seua vida de disbauxa, però no hi reïx: Edgar diu que s'estima més la puresa de Fidelia. Arriba Frank, que sempre ha estimat Tigrana, però com no pot guanyar-se el seu amor, la insulta i ambdós discuteixen.
Després, Tigrana es burla dels pagesos quan aquests estan resant. Se li ordena que se'n vaja del poble. Tigrana intenta refugiar-se a casa d'Edgar, i aquest la defensa davant de l'enfurismada gentada. Edgar anuncia que se n'anirà amb ella, i abans d'anar-se'n plegats crema la casa. Frank intenta detenir-los, i en un duel entre ell i Edgar, Frank cau ferit. Els pagesos maleïxen els dos amants fugitius.

### Acte 2
Edgar ha abandonat una salvatge orgia a casa de Tigrana. Està cansat de la seua vida de disbauxa i somia en tornar amb Fidelia. Apareix Tigrana i intenta arrossegar-lo de nou a la festa, però quan està a punt de fer-lo arriba una esquadra de soldats. Edgar se sorprèn que els soldats siguen comandats per Frank, a qui demana perdó. Frank el perdona de gust, perquè el duel va servir per a trencar el lligam que el subjectava a Tigrana. Per a fugir de Tigrana, Edgar s'uneix a l'esquadra de soldats, malgrat les súpliques d'aquella. Tigrana jura que es venjarà de l'home que l'ha abandonada.

### Acte 3
Una gran processó fúnebre acompanya les despulles d'Edgar, que ha mort en la batalla. Frank i els assistents qualifiquen Edgar d'heroi, però el monjo que va rebre la darrera confessió d'Edgar l'abomina. Revela els pecats d'Edgar i la seua vida de disbauxa. La multitud, fàcilment manipulada, maleïx Edgar. Només Fidelia manifesta la seua fe en Edgar, i desitja trobar-se amb ell al cel.
Quan la gentada se'n va, apareix Tigrana plorant. Es troba dolguda perquè ningú no veurà les llàgrimes que verteix per Edgar. Frank i el monjo li demanen que declare en contra de la memòria del mort, però ella es resisteix, fins que li ofereixen joies. Torna la gentada. El monjo declara que Edgar va trair el seu país per un poc d'or, i Tigrana, de mal grat, ho confirma. Els soldats intenten profanar el cos, però no troben més que una armadura. Llavors el monjo revela la seua vertadera identitat: ell és Edgar, i ara viurà amb Fidelia, l'única que ha romàs fidel a ell davant totes les dificultats. Tigrana, en venjança, apunyala Fidelia. Edgar plora sobre el cos sense vida de la seua estimada Fidelia, mentre els soldats capturen Tigrana i la multitud resa.

## Àries destacades
- «O fior del giorno» - Fidelia en l'Acte 1
- «Già il mandorlo vicino» - Fidelia en l'Acte 1
- «Questo amor, vergogna mia» - Frank en l'Acte 1
- «Tu il cuor mi strazi» - Tigrana en l'Acte I
- «Orgia, chimera dall'occhio vitreo» - Edgar en l'Acte 2
- «Addio, mio dolce amor» - Fidelia en l'Acte 3
- «Nel villaggio d'Edgar» - Fidelia en l'Acte 3
- «Ah! se scuoter della morte »- Tigrana en l'Acte 3 (primera versió)
- «Un'ora almen» - Fidelia en l'Acte 4 (primera versió)

## Enregistraments selectes
| Any  | Repartiment (Edgar, Fidelia, Tigrana, Frank)                         | Director, Teatre i Orquestra                                          | Segell                                       |
| ---- | -------------------------------------------------------------------- | --------------------------------------------------------------------- | -------------------------------------------- |
| 1977 | Carlo Bergonzi, Renata Scotto, Gwendolyn Killebrew, Vicenç Sardinero | Eve Queler, Opera Orchestra of New York, Schola Cantorum of New York  | Audio CD: Sony Classical ASIN: B000002595    |
| 2006 | Plácido Domingo, Adriana Damato, Marianne Cornetti, Joan Pons        | Alberto Veronesi, Orchestra dell'Accademia Nazionale di Santa Cecilia | Audio CD: Deutsche Grammophon 00289 477 6102 |